# Campionato svizzero di hockey su ghiaccio 1916-1917

## Campionato Internazionale

### Partecipanti
Akademischer EHC Zürich · 
 Caux · 
 Les Avants · 
 CP Lausanne · 
 Servette A · 
 Servette B · 
 Villars

### Verdetti
| Campionato Internazionale 1916-1917 |
| ----------------------------------- |
| Les Avants                          |

## Campionato Nazionale

### Partecipanti
Akademischer EHC Zürich · 
 HC Bern · 
 Caux · 
 Ginevra · 
 Les Avants · 
 CP Lausanne · 
 Servette A · 
 Servette B

### Verdetti
| Campionato Nazionale 1916-1917 |
| ------------------------------ |
| HC Bern                        |